# Rolls-Royce RB.82 Soar
Le Rolls-Royce RB.82 Soar, aussi désigné par le Ministry of Supply (en) RSr., était un petit turboréacteur jetable britannique à flux axial pour missiles de croisière, utilisé et construit par Rolls-Royce Limited dans les années 1950.

## Conception et développement
le Soar fut développé au début des années 1950, et fut présenté pour la première fois au salon aéronautique de Farnborough en 1953, à chaque extrémité des ailes d'un banc de tests volant Gloster Meteor modifié. La version améliorée RB.93 produisait une poussée de 7,8 kN. Comme il s'agissait de moteurs à usage unique, la durée de vie des Soar n'excédait pas une dizaine d'heures.
Ce moteur a servi de base à la conception d'un autre moteur Rolls-Royce, le RB.108.

## Applications
Ce moteur devait servir d'unité de propulsion du projet de missile « Red Rapier », l'un des projets provenant de la requête opérationnelle UB.109T (en). Le Red Rapier devait être construit par Vickers-Armstrong Ltd., à Weybridge, dans le comté du Surrey, sous la désignation de Vickers 825. Le développement fut annulé en 1953. Trois moteurs Soar furent utilisés sur ce concept, deux aux bout des ailes, et un au bout de la dérive verticale. Des répliques à l'échelle 1/3 sans moteurs furent fabriqués et lancés depuis les airs par un bombardier Washington (le Boeing B-29 Superfortress en service dans la Royal Air Force) sur l'aire de on the tests de missiles de Woomera, afin de tester l'aérodynamique et le fonctionnement du pilote automatique de l'engin.
Sous la désignation de Westinghouse J81, il fut le moteur propulsant le drone-cible AQM-35. Sous sa désignation d'origine, il fut aussi utilisé comme source de puissance secondaire pour le projet de chasseur italien Aerfer Ariete, et également considéré comme système JATO pour d'autres avions.
Le projet Soar fut abandonné en mars 1965, après avoir coûté en tout 1,2 million de livres sterling.